# ОФГ Варна
ОФГ Варна е дивизия, в която играят отбори от област Варна. Състои се от две лиги: „А“ ОГ Варна и „Б“ ОГ Варна. Шампионът на областта участва в баражи за влизане в Североизточна аматьорска футболна лига.

## „А“ ОГ Варна
През сезон 2022/23 в лигата участват 10 отбора. 

### Отбори 2022/23
- Аксаково (Аксаково)
- Атлетик (Провадия)
- Белослав 1918 (Белослав)
- Вихър 2016 (Вълчи дол)
- Девня 2005 (Девня)
- Суворово (Суворово)
- Устрем (Караманите)
- Фратрия (Бенковски)
- Черноморец 2003 (Бяла)
- Черноморец 1946 (Чернево)

## „Б“ ОГ Варна
През сезон 2022/23 в лигата се състезават 9 отбора.

### Отбори 2022/23
- Бабушки орли Радиян (Момчилово)
- Възраждане (Варна)
- Игнатиево (Игнатиево)
- Камчиец (Дългопол)
- Олимпик (Варна)
- Провадия (Провадия)
- Сини вир 2022 (Цонево)
- Спортист (Михалич)
- Спринт (Белоградец)